# Danuta Muranko
Danuta Muranko z domu Predko (ur. 19 października 1960 w Olecku) – polska polityk, posłanka na Sejm PRL IX kadencji.

## Życiorys
W 1977 podjęła pracę w jako przewijaczka przędzy w Białostockich Zakładach Przemysłu Bawełnianego „Fasty”, następnie była tam laborantką. W 1982 stanęła na czele Zarządu Zakładowego Związku Socjalistycznej Młodzieży Polskiej. Zasiadała w Radzie Krajowej Patriotycznego Ruchu Odrodzenia Narodowego. Studiowała pedagogikę opiekuńczo-wychowawczą w białostockiej filii Uniwersytetu Warszawskiego, uzyskała wykształcenie wyższe niepełne. W latach 1985–1989 pełniła mandat posłanki na Sejm PRL IX kadencji w okręgu Białystok, z ramienia Polskiej Zjednoczonej Partii Robotniczej. Pełniła funkcję Sekretarza Sejmu. Zasiadała w Komisji Rynku Wewnętrznego i Usług.